# Centropus milo
Centropus milo е вид птица от семейство Cuculidae. Видът е незастрашен от изчезване.

## Разпространение
Разпространен е в Соломоновите острови.